# The First Wives Club
The First Wives Club is een Amerikaanse filmkomedie uit 1996 onder regie van Hugh Wilson. Het verhaal hiervan is gebaseerd op dat uit het gelijknamige boek van Olivia Goldsmith. De film werd genomineerd voor de Oscar voor beste muziek en won daadwerkelijk een National Board of Review Award voor het samenspel van de gehele cast. Daarnaast waren er nominaties voor de Golden Satellite Award voor beste actrice in een filmkomedie (Bette Midler) en voor die voor beste bijrolspeelster in een filmkomedie (Sarah Jessica Parker).

## Verhaal
Drie rijke vrouwen willen wraak nemen op hun exen nadat ze gedumpt zijn voor een jongere schoonheid. Dit komt des te harder aan omdat ze hun mannen jarenlang hebben geholpen om hogerop te komen. Ze willen hun ex-mannen nu raken in hun portemonnees.

## Rolverdeling
| Acteur               | Personage               |
| -------------------- | ----------------------- |
| Diane Keaton         | Annie Paradis           |
| Bette Midler         | Brenda Cushman          |
| Goldie Hawn          | Elise Elliot            |
| Stephen Collins      | Aaron Paradis           |
| Dan Hedaya           | Morton Cushman          |
| Victor Garber        | Bill Atchison           |
| Marcia Gay Harden    | Dr. Leslie Rosen        |
| Sarah Jessica Parker | Shelly Stewart          |
| Elizabeth Berkley    | Phoebe LaVelle          |
| Stockard Channing    | Cynthia Swann Griffin   |
| Maggie Smith         | Gunilla Garson Goldberg |
| Bronson Pinchot      | Duarto Felice           |
| Ari Greenberg        | Jason Cushman           |
| Jennifer Dundas      | Chris Paradis           |
| Eileen Heckart       | Catherine MacDuggan     |
| Philip Bosco         | Uncle Carmine Morelli   |

## Trivia
- Regisseur Wilson bezorgde zijn dochter een kleine rol in de film.